# Mondo
Mondo (italienisch für „Welt“) oder Mondo-Film bezeichnet ein Filmgenre, dessen Filme im pseudodokumentarischen Stil angeblich wahre Sitten und Gebräuche von Menschen aus aller Welt und scheinbar authentische Darstellungen von Sexualität und Gewalt zeigen. Auf diese Weise sollten die Filme anklagend und aufrüttelnd wirken und Ausdruck einer Zivilisationskritik sein. Die Filme wurden hauptsächlich in den 1960er und 1970er Jahren in Italien produziert. Urtypus des Genres ist der Film Mondo Cane (1962) von Gualtiero Jacopetti und Paolo Cavara.

## Merkmale
Mondo-Filme sind oft von gewalttätigen und brutalen Szenen durchzogen, meist Folter, Vergewaltigungen, Hinrichtungen, Schlachtungen oder Tierquälereien. Sie vermischen meist authentische mit gestellten Szenen und beuten Vorurteile über das Leben fremder Zivilisationen aus. Die gefilmten Einheimischen treten nach Landessitte auf, also vorzugsweise halbnackt bis ganz nackt. Ein sehr früher Film dieses Genres ist Ingagi – Der Herr der Wildnis von 1930. Exemplarisch dafür ist auch Jacopettis umstrittener Film Africa Addio (1966), der Gräueltaten von Afrikanern an Tieren und Menschen zeigt und dem Bilder aus Südafrika zur Zeit der Apartheid gegenüberstellt. Ein anderes Beispiel ist sein Film Addio, Onkel Tom! (1971), eine Pseudo-Dokumentation über Sklaverei in den Südstaaten.
Weitere Filme des Genres sind Mondo di notte – Welt ohne Scham (1963) über den Zusammenhang von Brutalität und Sexualität, Le Citta proibite (1962) über die Amüsierzentren der Welt im Kontrast zu den Elendsvierteln sowie Tentazione proibito (1963), der Darstellungen der Sexualität im Nachtleben zeigt. Spätere Filme des Genres tendierten eher dazu, beliebig erscheinende, blutrünstige Einzelepisoden aneinanderzureihen, mit dem reinen Ziel zu schockieren.
Später entstanden einige Filme, oftmals Kannibalenfilme, welche die Bezeichnung „Mondo“ im Titel führten, aber nicht direkt dem Mondo-Genre zuzurechnen sind. Ein bekanntes Beispiel hierfür ist der 1972 erschienene Mondo Cannibale von Umberto Lenzi. Obwohl die meisten Mondo-Filme in Italien entstanden sind, gibt es auch Beispiele aus anderen Ländern, etwa Gesichter des Todes (1978) aus den USA. Spätere Filme im Stil der Mondo-Filme sind beispielsweise The Killing Of America (1982) über Kriminalität in den USA oder Mondomanila (2010) über einen Teenager und seine Gang in einem manilischen Ghetto.
Aufgrund ihrer expliziten Gewaltdarstellungen sind einige Mondo-Filme in Deutschland durch Beschlagnahmungsbeschlüsse nach § 131 StGB verboten, während sie in der Schweiz und in Österreich häufig erhältlich sind.